# تشارلز كريغ
تشارلز كريغ (بالإنجليزية: Charles Craig)‏ هو ممثل أمريكي، ولد في 13 أغسطس 1877 بنيويورك في الولايات المتحدة، وتوفي في 1 مايو 1972 بأوهايو في الولايات المتحدة.

## أعمال

### أفلام
- (1968) ليلة الموتى الأحياء

## وصلات خارجية
- تشارلز كريغ على موقع IMDb (الإنجليزية)
- تشارلز كريغ على موقع قاعدة بيانات الفيلم (الإنجليزية)